# 岸佳之
岸 佳之（きし よしゆき、1964年5月30日 - ）は、大阪府出身の元プロ野球選手（投手）。

## 経歴
大阪府生まれ、その後は京都府へ転居して石原高から、1982年オフにドラフト外で近鉄バファローズにテスト入団。
強いリストを生かした速球、カーブが武器。コントロールもよかったが、一軍公式戦の出場がないまま、1985年に現役を引退。

## 詳細情報

### 年度別投手成績
- 一軍公式戦出場なし

### 背番号
- 76 （1983年 - 1985年）